# Clubiona mordica
Clubiona mordica este o specie de păianjeni din genul Clubiona, familia Clubionidae, descrisă de O. P.-cambridge, 1898. Conform Catalogue of Life specia Clubiona mordica nu are subspecii cunoscute.